# Estrella de Mariscal

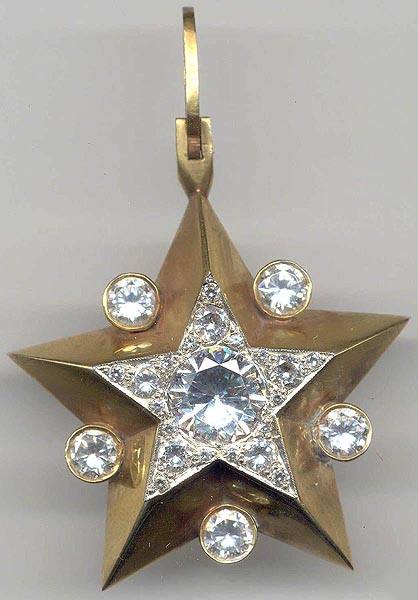
Estrella de Mariscal (tipus gran)

L'estrella de mariscal (rus: Mаршальская Звезда) és una divisa (insígnia de grau) addicional dels mariscals de les Forces Armades Soviètiques i russes. Té forma d'estrella de cinc puntes, en or i platí amb diamants, i es porta penjant del coll sobre l'uniforme de gala.

## Situació
Encara que l'estrella de mariscal és un signe de distinció, de la mateixa manera que ho són les pales, aquesta és específicament atorgada en una cerimònia solemne, generalment lliurada pel President del Soviet Suprem de l'URSS. A més, el receptor rebia un diploma especial. Així, l'estrella de mariscal va ser anàloga al bastó de Mariscal. Després del traspàs del mariscal, l'Estrella havia de ser retornada a l'Estat.

## Tipus d'estrelles

### Estrella Gran
Concedida als mariscals de la Unió Soviètica (instituïda el 2 de setembre de 1940) i als almiralls de la Flota de la Unió Soviètica (instituïda el 3 de març de 1955). A les Forces Armades Russes la llueixen els mariscals de la Federació de Rússia. Consisteix en una estrella de 5 puntes d'or. El centre de l'estrella està perfilat en platí, i allà estan encastats els diamant, el central dels quals pesa 2,65 quirats. A les puntes de l'estella hi ha 5 diamants, amb un pes de 3,06 quirats. L'amplada total de l'estrella és de 44,5mm, i la de platí és de 23mm. El revers és pla. Penja del coll d'una cinta de seda de muaré de 35mm.

### Estrella Petita

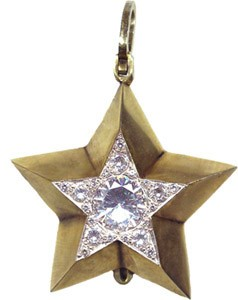
Estrella de tipus petita)

Concedida als mariscals i mariscals en cap d'aviació, artilleria, tropes blindades (instituïts el 27 de febrer de 1943), Mariscals d'Enginyers i Tropes de Senyals (instituït el 20 de març de 1944), als almiralls de la flota (5 de juny de 1962) i generals d'exèrcit (1 de novembre de 1974). A les Forces Armades Russes la llueixen els generals d'exèrcit i els almiralls de la flota.
Consisteix en una estrella de 5 puntes d'or. El centre de l'estrella està perfilat en platí, i allà estan encastats els diamant, el central dels quals pesa 2,04 quirats. A les puntes de l'estrella hi ha 5 diamants, amb un pes de 0,91 quirats.
L'amplada total de l'estrella és de 42mm. Penja d'una cinta de muarè de 35mm. El color de la cinta varia en funció del tipus de tropes: daurat per a l'artilleria; blau per a l'aviació; bordeus per a les forces blindades; carmesí pel cos d'enginyers, blau pel cos de senyals i turquesa per a la marina.
- Указ Президиума Верховного Совета СССР «Об учреждении маршальского знака отличия «Маршальская Звезда» маршала артиллерии, маршала авиации, маршала бронетанковых войск» от 27 февраля 1943 года // Ведомости Верховного Совета Союза Советских Социалистических Республик : газета. — 1943. — 6 марта (№ 10 (216)). — С. 1